# Cirrospilus transrugosus
Cirrospilus transrugosus är en stekelart som beskrevs av Zhu, Lasalle och Huang 2002. Cirrospilus transrugosus ingår i släktet Cirrospilus och familjen finglanssteklar. Inga underarter finns listade i Catalogue of Life.